# (1458) Mineura
(1458) Mineura es un asteroide que forma parte del cinturón de asteroides y fue descubierto el 1 de septiembre de 1937 por Fernand Rigaux desde el Real Observatorio de Bélgica, Uccle.

## Designación y nombre
Mineura fue designado inicialmente como 1937 RC.
Más tarde se nombró en honor de Adolphe Mineur, profesor de matemáticas de la universidad de Bruselas.

## Características orbitales
Mineura está situado a una distancia media de 2,626 ua del Sol, pudiendo acercarse hasta 2,15 ua. Su excentricidad es 0,1812 y la inclinación orbital 12,54°. Emplea en completar una órbita alrededor del Sol 1554 días.